# دايفيد ناش
دايفيد ناش (بالإنجليزية: David Nash) هو عالم إنسان أسترالي، ولد في 1951.